# Arbetsstuga

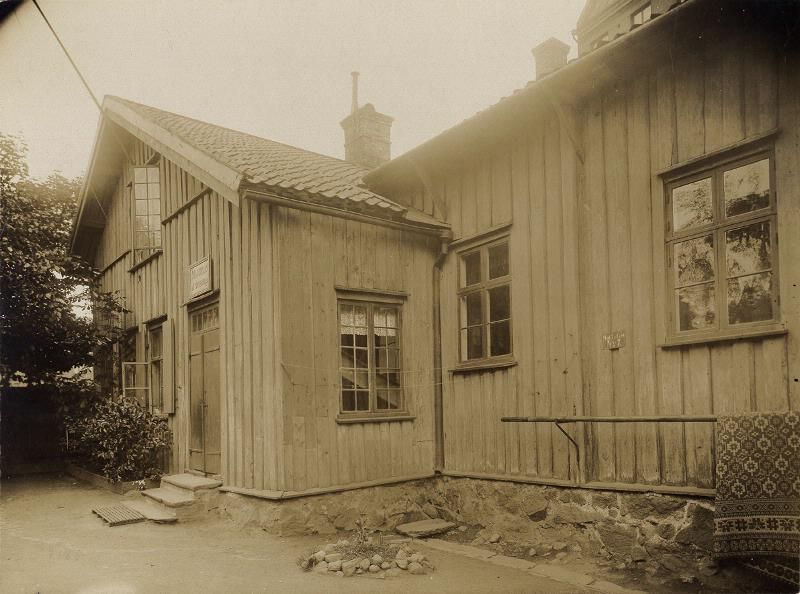
Majornas arbetsstuga i Göteborg år 1910.

En arbetsstuga var förr i tiden en slags praktisk verksamhet, där fattiga barn kunde komma för att få tillsyn samtidigt som de undervisades i för deras handfärdighet lämpligt handarbete (snickeri, skrädderi, skomakeri, korg-, matt- och vävnadsarbete med mera), i ändamål att motverka sysslolöshet, fattigdom och tiggeri. Barnen erhöll efter arbetets slut en måltid. Ursprungligen fick de även en liten inkomst för hemarbete som medtogs från stugan. Ofta handlade det om barn med ensamstående förvärvsarbetande mödrar.
Den första arbetsstugan i Sverige startades av Anna Hierta-Retzius i Adolf Fredriks församling i Stockholm i januari 1887. Därefter upprättades i huvudstaden ytterligare anstalter, alla med stöd av anslag från "Stiftelsen Lars Hiertas minne", kommunen och församlingarna (fria lokaler och delvis penningbidrag). Varje arbetsstuga hade sin egen styrelse, som representerades i en för Stockholm bildad centralkommitté. Senare anordnades även utsändning till landsorten av så kallade feriebarn, vilka gratis under 4–8 veckor mottogs av bondfamiljer med flera. År 1920 fanns det i Stockholm 21 arbetsstugor med 2 200 barn och i övriga landet fanns ett 100-tal sådana. För utbildande av föreståndarinnor och lärarinnor anordnas årligen i Stockholm lärokurser. 
Efter det stora nödåret i Norrbottens län 1902 upprättades med nödhjälpsmedel 1903 åtta hem (senare ökat till tolv), som fick namnet Norrbottens läns arbetsstugor (anordnade av rektor Carl Svedelius, från 1906 under ledning av Albert Carlgren), där 400 barn med mycket långa avstånd till skolan kunde mottas. Arbetsstugor, som blev internat, där barnen fick vistas åtta månader av året och erhöll mat, kläder och undervisning i praktiskt arbete, var förlagda i närheten av folkskola. Barnen fick sålunda tillfälle till fullständig skolundervisning, vilket annars inte var möjligt på grund av stort avstånd till skola.
De norrbottniska arbetsstugorna hade stor betydelse för utbredandet av svenska språket. Verksamheten leddes av en centralstyrelse i Luleå (landshövdingen självskriven ordförande, biskopen i Luleå stift vice ordförande och sex andra av Kungl. Maj:ts befallningshavande utsedda ledamöter), som tillsatte en lokalstyrelse på den plats, där arbetsstuga var upprättad. Verksamheten finansierades genom frivilliga bidrag, genom donationer, årliga kollekter i rikets samtliga kyrkor samt genom statsanslag. Även i Västerbottens län upprättades ett antal arbetsstugor efter de norrbottniskas mönster. De sista arbetsstugorna av norrbottnisk modell stängdes 1954. Under 1930-talet utvecklades de norrbottniska arbetsstugorna arbetsstugorna alltmer omvandlade till skolhem.
Under 1920-talet blev arbetsstugorna i Sverige alltmer omoderna och började minska i antal, eftersom folkskolorna också erbjöd alltmer slöjd och skollunch. Arbetsstugornas verksamhet förändrades också till följd av det reformarbete som pågick under mellankrigstiden, andra världskriget och den tidiga efterkrigstiden. Benämningen ändrades, först till eftermiddagshem och senare fritidshem. I eftermiddagshem och fritidshem handlade det om fria aktiviteter, utevistelse, lek och läxläsning snarare än om arbete.
På vissa håll levde begreppet "arbetsstuga" officiellt kvar något längre.

### Fotnoter
1. 1 2  Jacob Wiberg (19 november 2014). ”Malmö arbetsstuga 1913” (på svenska). Populär historia. https://popularhistoria.se/kultur/fotografi/fotografiet-malmo-arbetsstuga-1913. Läst 17 maj 2019.
2. ↑  Anneli Lindbäck (26 oktober 2015). ”Arbetsstugorna skulle få barn att gå i skola” (på svenska). Sveriges Radio. https://sverigesradio.se/artikel/6287583. Läst 30 mars 2023.
3. ↑  ”Vi minns vårt 1900-tal”. Norrbottens Museum. sid. 8. http://norrbottensmuseum.se/media/115997/barndom-och-skola-handledning.pdf. Läst 23 mars 2023.
4. ↑  Lena Nygren (10 december 2012). ”Disciplin och arbete på arbetsstugan” (på svenska). Sundsvalls Tidning. https://www.st.nu/2012-12-10/disciplin-och-arbete-pa-arbetsstugan. Läst 30 mars 2023.
5. ↑  ”Stärkt kvalitet och likvärdighet i fritidshem och pedagogisk omsorg”. Sveriges riksdag. Juni 2020. https://www.riksdagen.se/sv/dokument-lagar/dokument/statens-offentliga-utredningar/starkt-kvalitet-och-likvardighet-i-fritidshem-och_H8B334/html. Läst 30 augusti 2022.
6. ↑  ”Daghem och förskolor”. Statens offentliga utredningar. 10 mars 1951. sid. 206. https://filedn.com/ljdBas5OJsrLJOq6KhtBYC4/forarbeten/sou/1951/sou-1951-15.pdf. Läst 29 augusti 2022.
7. ↑  ”Halmstads arbetsstuga för barn”. Gamla Halmstad. https://gamlahalmstad.se/artiklar-om-halmstad/halmstads-arbetsstuga-for-barn/. Läst 29 augusti 2022.
8. ↑  ”Gamlestadens arbetsstuga”. Riksarkivet. https://sok.riksarkivet.se/amnesomrade?postid=Arkis+523005c2-9bca-11d5-bbd1-00d0b73e7a8b&infosida=amnesomrade-narings-och-yrkesliv&flik=1&s=TARKIS08_Balder. Läst 29 augusti 2022.
9. ↑  ”Göteborgs arbetsstugors arkiv”. Riksarkivet. https://sok.riksarkivet.se/?postid=ArkisRef+SE%2FGLA%2F10655&vol=n%2Cn&flik=0&AvanceradSok=True. Läst 29 augusti 2022.